# 샘 로버즈
샘 로바즈(Sam Robards, 1961년 12월 16일 ~ )는 미국의 배우이다.

## 출연 작품

### 영화
- A.I. (2001) - 헨리 스윈턴 역
- 라이프 애즈 어 하우스 (2001) - 데이비드 도코스 역
- 캐치 댓 머니 (2004) - 톰 역
- 서바이빙 에덴 (2004, Surviving Eden)
- The Blackwater Lightship (2004)
- 어웨이크 (2007) - 클레이 베리스퍼드 시니어 역